# Panda červená
Panda červená (Ailurus fulgens), nazývaná též panda malá, je menší stromová šelma, jediný zástupce monotypické čeledi pandy malé (Ailuridae).
Pandě velké není panda červená blízce příbuzná, má pouze podobný způsob života. Tradičně jsou uznávány dva poddruhy, genetické analýzy z roku 2020 však prokázaly, že se nejspíše jedná o dva samostatné fylogenetické druhy (čínská panda červená, himálajská panda červená) s odlišnou populační historií.
Tato panda je o něco větší než kočka domácí. Má rudo-hnědou srst a dlouhý ocas, který ji pomáhá udržovat rovnováhu na stromech. Mezi samcem a samicí není téměř žádný rozdíl, mláďata se podobají dospělým jedincům. Ve volné přírodě se panda červená průměrně dožívá 8–10 let.
Obývá horské lesy jižní Číny, Nepálu, Bhútánu, Indie a Myanmaru. Patří mezi nejvýše žijící zvířata na světě, vyskytuje se i ve více než 4 000 m n. m. Její potravu tvoří z velké většiny bambus, jídelníček si občas zpestří bobulemi, vejci nebo menšími zvířaty. Jde o samotářské zvíře, aktivní hlavně za úsvitu a soumraku. Po březosti trvající 3–4 měsíce samice rodí obvykle 1–2 mláďata, která jsou při narození úplně bezmocná. Matka se o ně stará zhruba rok.
IUCN ji zařazuje mezi ohrožené druhy, v přírodě žije méně než 10 000 jedinců. Ohrožuje ji především ztráta přirozeného prostředí a jeho fragmentace, také je občas lovena pro kožešinu. Pandy červené jsou s oblibou chovány v zoologických zahradách pro svůj vzhled a menší náročnost než panda velká.

## Etymologie
Její západní (i české) jméno vzniklo zřejmě z francouzštinou (podle jiného zdroje angličtinou) adaptovaného nepálského slova poonya, které by se dalo přeložit jako „jedlík bambusu“. V angličtině i dalších jazycích je známá také jako malá panda, menší panda, nebo i ohnivá liška. Jako panda byl poprvé označován právě tento druh, mnohem později bylo toto jméno přeneseno na pandu velkou.

## Taxonomie

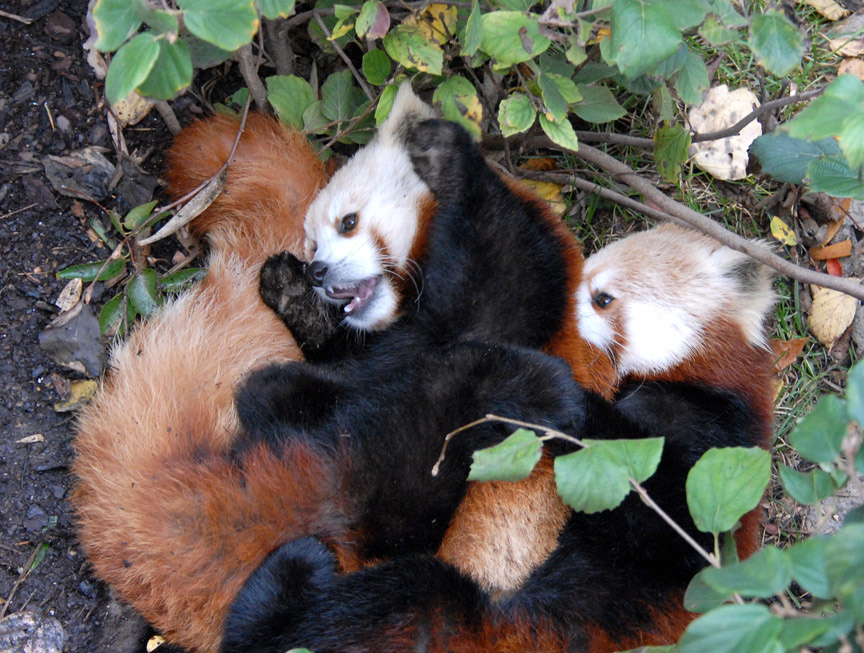
Hrající si pandy červené

Taxonomické postavení pandy červené i pandy velké bylo dlouho nejasné. Vzhledem k tomu, že obě pandy mají vlastnosti medvídkovitých i medvědovitých šelem, bývaly společně řazeny do některé z těchto čeledí nebo do samostatné čeledi Ailuridae. Jednoznačnou odpověď ohledně taxonomického zařazení obou pand přinesly až podrobné fylogenetické výzkumy včetně analýzy DNA.
Panda červená je jediný recentní druh čeledi pandy malé (Ailuridae), jejíž zástupci byli kdysi rozšíření po celé Eurasii i Severní Americe. Je současně jediným recentním zástupcem rodu Ailurus. Nejbližší recentní příbuzné pandy červené bychom našli mezi lasicovitými, medvídkovitými a skunkovitými šelmami, s nimiž čeleď pandy malé tvoří společnou nadčeleď Musteloidea. Panda velká je v současnosti řazena přímo mezi medvědovité a pandě červené tedy není blízce příbuzná.

### Poddruhy
Areál rozšíření pandy červené není souvislý, je rozdělen do dvou částí.
1. Ailurus fulgens fulgens (Cuvier, 1825) žije v západní oblasti rozšíření. Vyskytuje se v Nepálu, Bhútánu, Ásámu a Sikkimu.
2. Ailurus fulgens styani (Thomas, 1902), nebo též Ailurus fulgens refulgens (Milne-Edwards, 1874) se vyskytuje ve východní oblasti rozšíření. Vyskytuje se v severním Myanmaru a jižní Číně.[4]

Přirozenou hranici mezi oběma poddruhy tvoří přibližně řeka Brahmaputra. Poddruhy se dále dají rozlišit podle větší lebky, robustnějších zubů a delší zimní srsti u poddruhu A. f. styani. Poddruh A. f. styani je obvykle tmavší, ale mezi oběma poddruhy existuje velká variabilita ve zbarvení.
Genetické analýzy z r. 2020 prokázaly, že se jedná ve skutečnosti o dva samostatné fylogenetické druhy s odlišnou populační historií, tedy:
- Ailurus fulgens (himálajská červená panda) a
- Ailurus styani (čínská červená panda)

## Popis

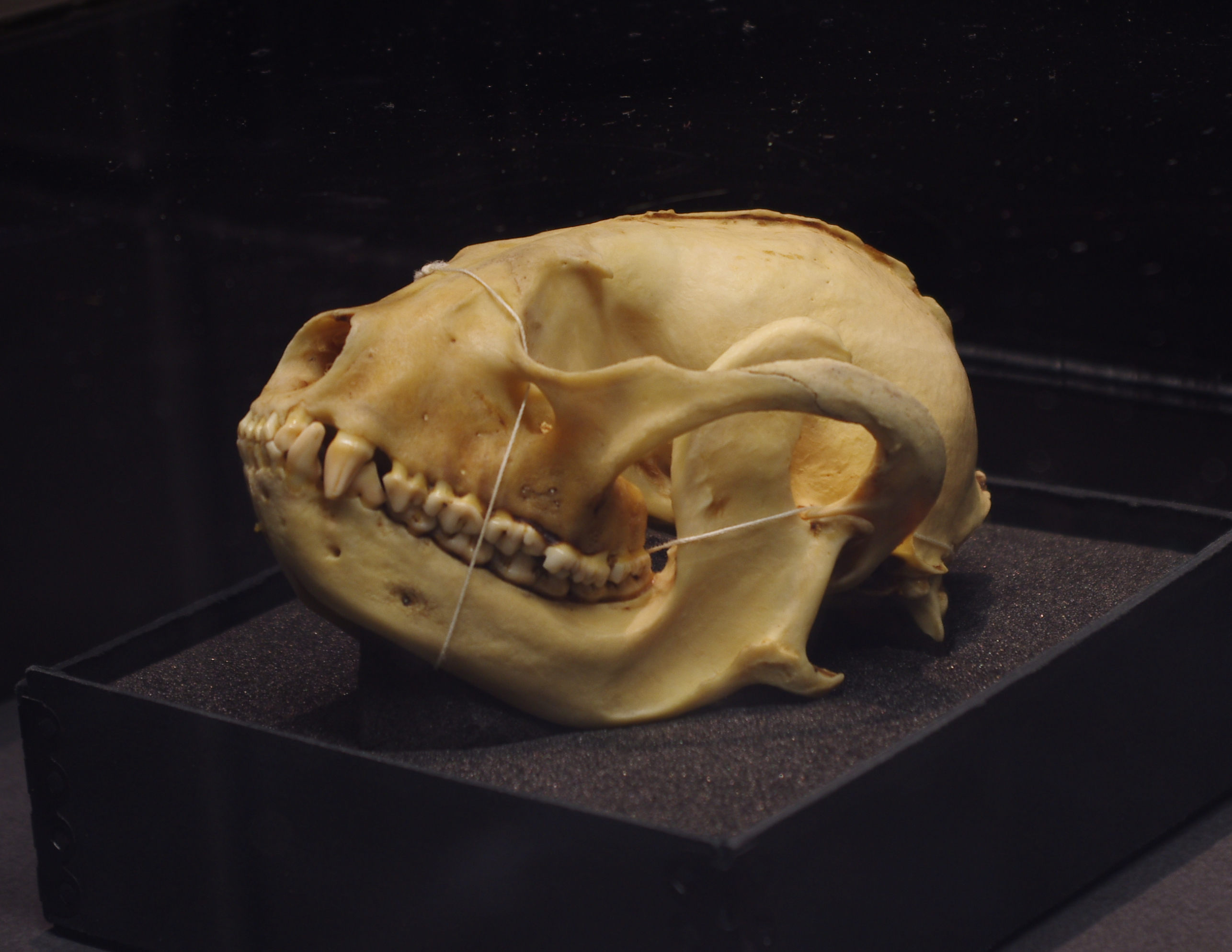
Lebka pandy červené

Délka těla pandy červené je 56 až 64 cm, délka ocasu 37 až 47 cm a hmotnost dosahuje 3,7 až 6,2 kg. Má dlouhou, hustou srst, svrchu rudohnědou nebo kaštanovou, na spodní části těla a na končetinách leskle černou. Okraje uší jsou bělavé, stejně jako obličejová část s hnědými obličejovými tvářemi a skvrnami pod očima, zvanými slzy. Velmi kulatá hlava připomíná kočičí. Lebka je mohutná. Její uši jsou středně velké a vzpřímené, čenich černý a oči velmi tmavé. Celkový vzhled pand doplňuje ještě dlouhý, huňatý a široký ocas se střídajícími se žlutými a červenými okrovými kroužky.
Ocas pomáhá pandám udržovat rovnováhu a je vynikajícím maskováním ve stromech. Nohy jsou černé a krátké, s hustě osrstěnými chodidly. Kožešina na chodidlech slouží jako tepelná izolace na ledových a zasněžených plochách a také skrývá pachové žlázy, které jsou umístěny i na řiti. Panda červená připomíná menší postavou na krátkých nohách a dlouhým ocasem spíše mývala než medvěda. Také menším počtem zubů (její zubní vzorec je 3/3, 1/1, 3/4, 2/2 = 38) je bližší šelmám medvídkovitým. Prsty má poměrně krátké, opatřené polozatažitelnými drápy a stejně jako panda velká našlapuje na celá chodidla. U pandy červené se vyvinul „šestý prst“, palec navíc, který je tvořen výrůstkem zápěstní kosti. Můžeme jej najít i u pandy velké. Tento prst umožňuje lepší uchopování větví (hlavně bambusu) a větší stisk. Mezi samcem a samicí není žádný viditelný rozdíl, mláďata se podobají dospělým jedincům, jen jsou menší. Průměrně se dožívá 8–10 let, někdy až 14 let. Rekordní věk, zaznamenaný v zajetí, je 23 let a 4 měsíce u samce pojmenovaného Firecracker.
Panda červená je většinou tichá, mezi jedny z mála zvuků patří pískání při vzájemné komunikaci.

## Rozšíření

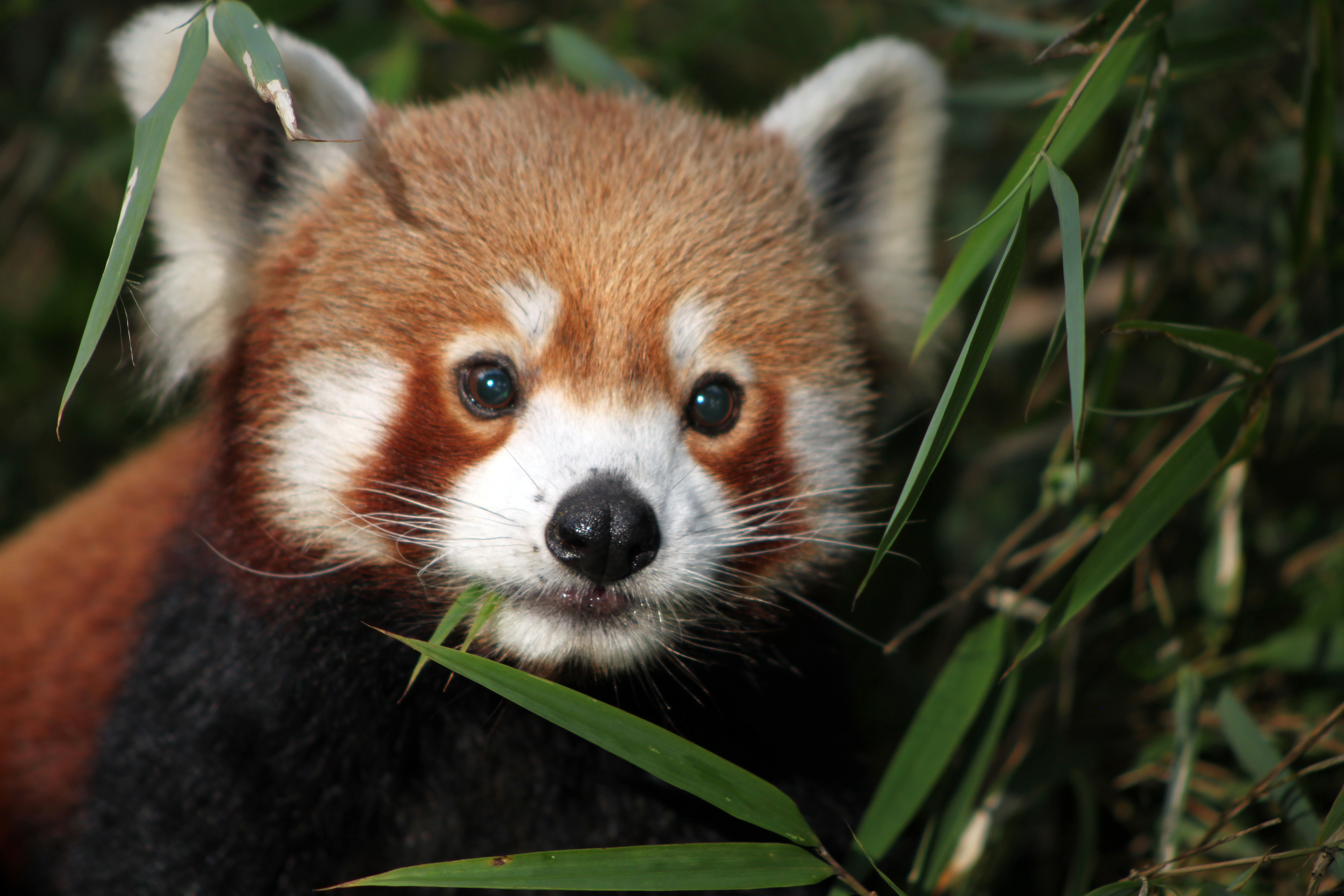
Detail hlavy pandy červené

Jejím domovem jsou horské lesy a džungle v podhůří Himálaje v jižní Číně, Myanmaru, Nepálu, Bhútánu a severovýchodní Indii. Rozšíření v severním Laosu není potvrzeno a je spíše nepravděpodobné, neboť v záznamech o jejím tamním výskytu se našlo mnoho nesrovnalostí. Nejzápadněji se vyskytuje v oblasti Annapurny v Nepálu, nejvýchodněji v pohoří Čchin-ling v čínské provincii Šen-si. Její rozšíření je spíše rozdělené do subpopulací než souvislé.
Panda červená patří mezi nejvýše žijící zvířata, protože se běžně vyskytuje v nadmořských výškách od 2 000 m n. m., ale i kolem 4 000 m n. m., v létě může dosáhnout i sněžné čáry ve výšce 5 000 m n. m. V severovýchodní Indii se vyskytuje níže, v tropických lesích, mezi 1 400 a 1 700 m n. m. V oblastech výskytu pandy červené teploty průměrně dosahují 10 až 25 °C a srážky až 3 500 mm za rok, klima je stabilní. Je úzce spjata se smíšenými lesy s opadavými i jehličnatými stromy, zvláště se starými stromy a porosty bambusu. Bylo zjištěno, že většina pozorování pandy červené byla ve vzdálenosti do 100 metrů od vodní plochy, což naznačuje, že přítomnost vody v blízkosti může být důležitým předpokladem pro místo výskytu pandy.

## Etologie

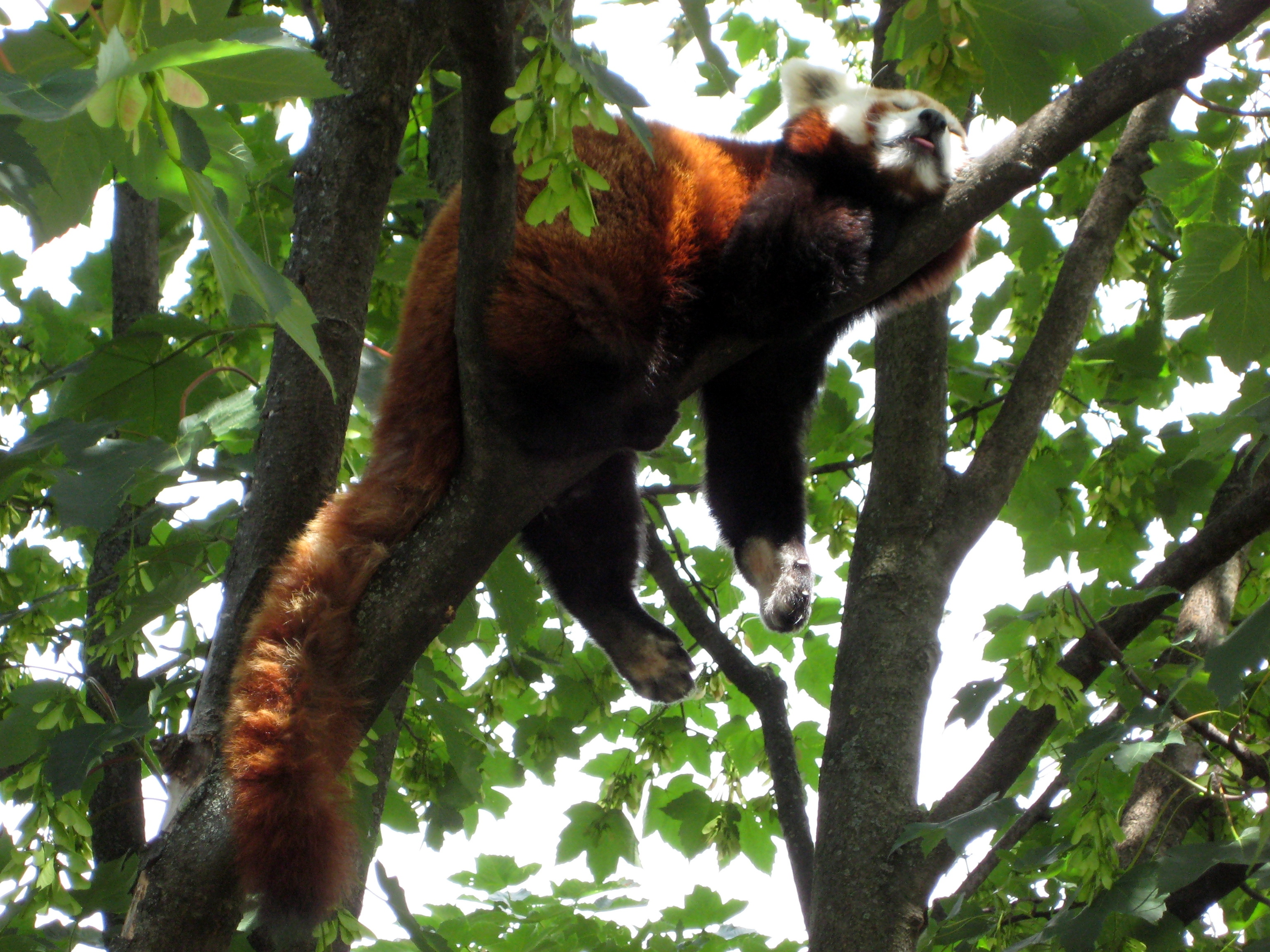
Panda červená při spánku

Panda červená je většinou nejaktivnější za svítání a soumraku, celkově je spíše nočním zvířetem. Aktivní bývá asi polovinu dne (cca 45 % nebo 56 % času). Přes den většinou spí stočená na větvi s ocasem přetaženým přes obličej nebo s hlavou zabořenou pod hrudí. Aktivita se ale může lišit v závislosti na podmínkách, respektive důsledkem ročního období; v chladnějším počasí, zejména během zimního období páření roste aktivita i v průběhu dne. Během léta je podle studie zveřejněné v roce 2019 vysoce aktivní za soumraku, středně aktivní ve dne a méně aktivní za úsvitu. Krmení se věnuje také nejčastěji za soumraku.
Výborně šplhá a často ji lze zastihnout na stromech, na zemi se zdržuje méně. Pandy se pohybují málo, spíše více spí a jí, aby ušetřily energii pracně získanou z trávení bambusu. Jde o samotářská zvířata, setkávají se pouze v období páření. Samci mají teritorium větší, překrývá se s teritorii několika samic. Pandy červené se o sobě před pářením i jindy dozvídají pískáním. Své teritorium si značkuje trusem, močí a pižmově páchnoucím výměškem pachových žláz.

### Predátoři
Vzhledem k vysokohorskému prostředí, ve kterém žije, má panda červená méně predátorů, než kdyby žila níže. Mezi nepřátele pandy červené patří levhart sněžný, levhart skvrnitý a možná i charza žlutohrdlá, mláďata loví i menší šelmy a draví ptáci. Při ohrožení predátorem se snaží utéct, pokud se jim to nepovede, stojí na zadních nohách, aby vypadaly větší, nebo se brání svými ostrými drápy. Panda červená vydrží stát na zadních nohách až 30 sekund a některé pandy takto dokáží urazit několik metrů.

## Rozmnožování

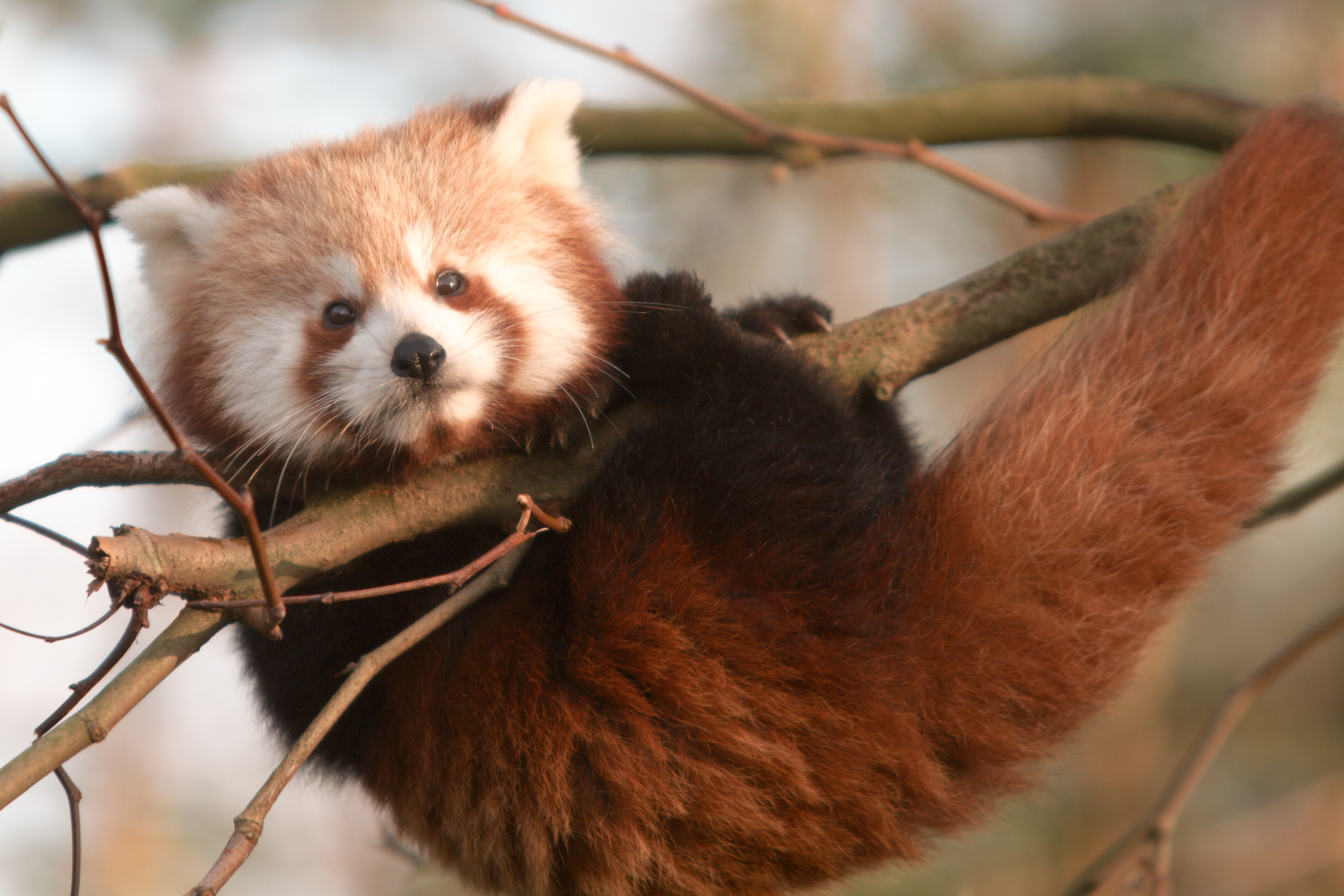
Mládě pandy červené

Pandy nevytvářejí stálé páry, jsou to samotáři, ale úmyslně se setkávají v době rozmnožování mezi lednem a začátkem března. Vyhledávají se podle pachu a pískavých zvuků. Páření se odehrává na zemi a pár se po něm okamžitě rozchází. Obě pohlaví se často páří s více jedinci. Samice dokáže odložit porod mláďat do vhodné situace až o týden, možná i více (odložená nidace). Po 114 až 145 dnech březosti se samici rodí ve hnízdě v dutině stromu 1 až 2 mláďata, výjimečně až 4. Ta váží při narození asi 100 g a dva týdny jsou úplně holá, slepá a bezmocná, oči se jim otevírají po 18 dnech. Samice obvykle staví více hnízd, která udržuje, a mláďata mezi nimi často přenáší. Mláďata sají mléko až 14krát za den a první týden s nimi tráví matka 60–90 % času. Později se vydává častěji mimo hnízdo a vrací se mláďata čistit a krmit. Jejich srst je zpočátku šedo-hnědá, později získává barvu dospělých jedinců. Po 6–7 týdnech se mláďata vydávají na první průzkumy okolí, pohlavně dospívají ve věku 18 měsíců. Pro jejich pomalý vývoj se o ně matka stará až rok. Úmrtnost mláďat v přírodě je vysoká, dosahuje až 80 %.

## Potrava

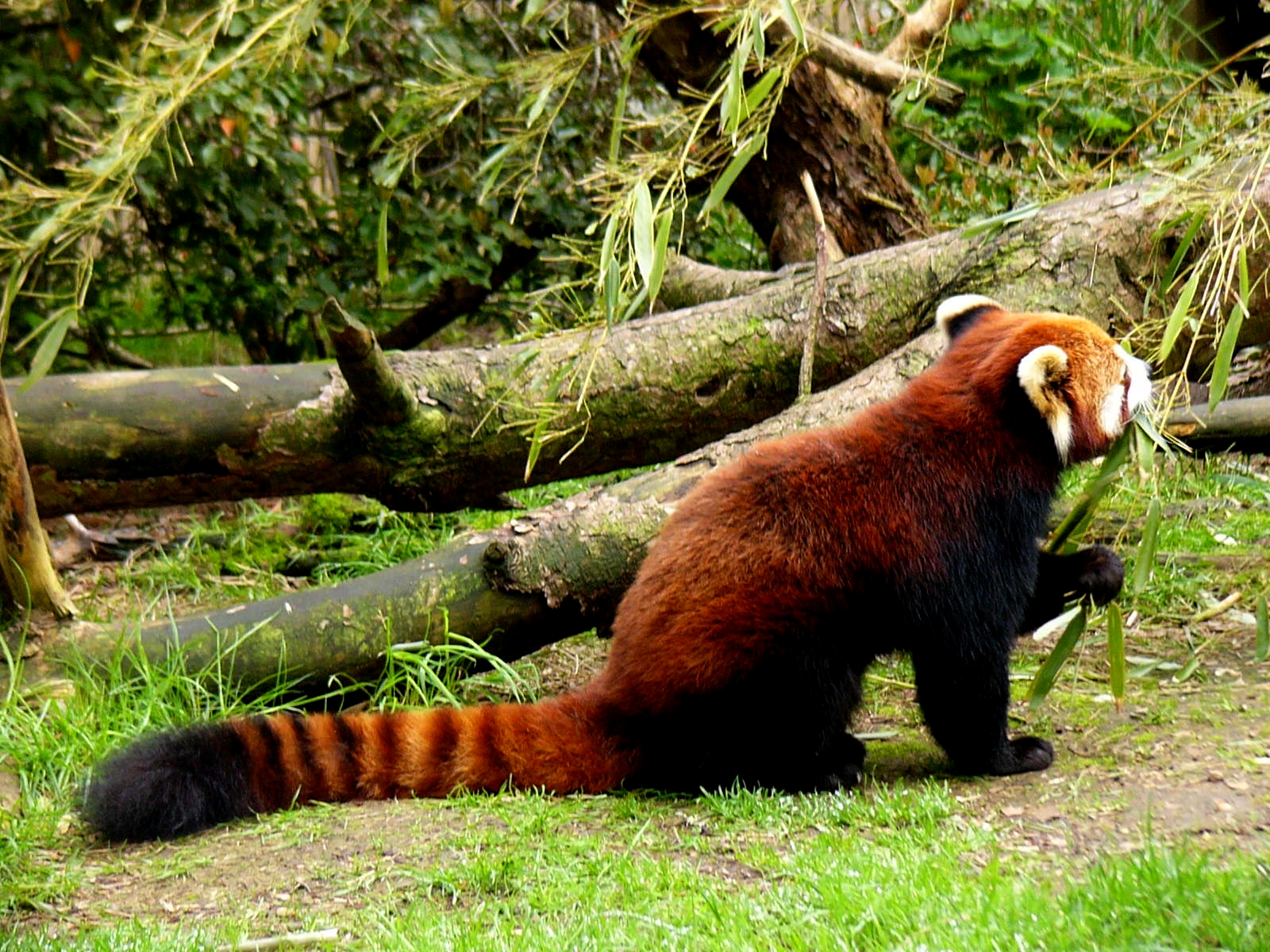
Panda červená požírající bambus

Panda červená má trávicí systém přizpůsobený k přijímání masité potravy, ale mezi její hlavní zdroje energie patří bambusové výhonky a listy. Protože neumí strávit celulózu, která je hlavní složkou buněčné stěny, musí spotřebovat bambusu velké množství, až 1,5 kg bambusových listů a 4 kg bambusových výhonků denně. Bambusové výhonky jsou výživnější než listy, proto je pandy požírají častěji. Výhonky jsou nejvýživnější v létě a na podzim, nejméně v zimě. Když není k dispozici bambus, nepohrdne ani ovocem, plody, kořínky, žaludy, různými druhy trav a lišejníků, a masitou stravu doplňuje mladými ptáky, vejci, obratlovci (myšmi, menšími hlodavci, nebo ještěrkami) a larvami hmyzu. V zajetí pandy červené dostávají i kuřecí maso. Potrava prochází trávicí soustavou rychle, za 2–4 hodiny.

## Ohrožení

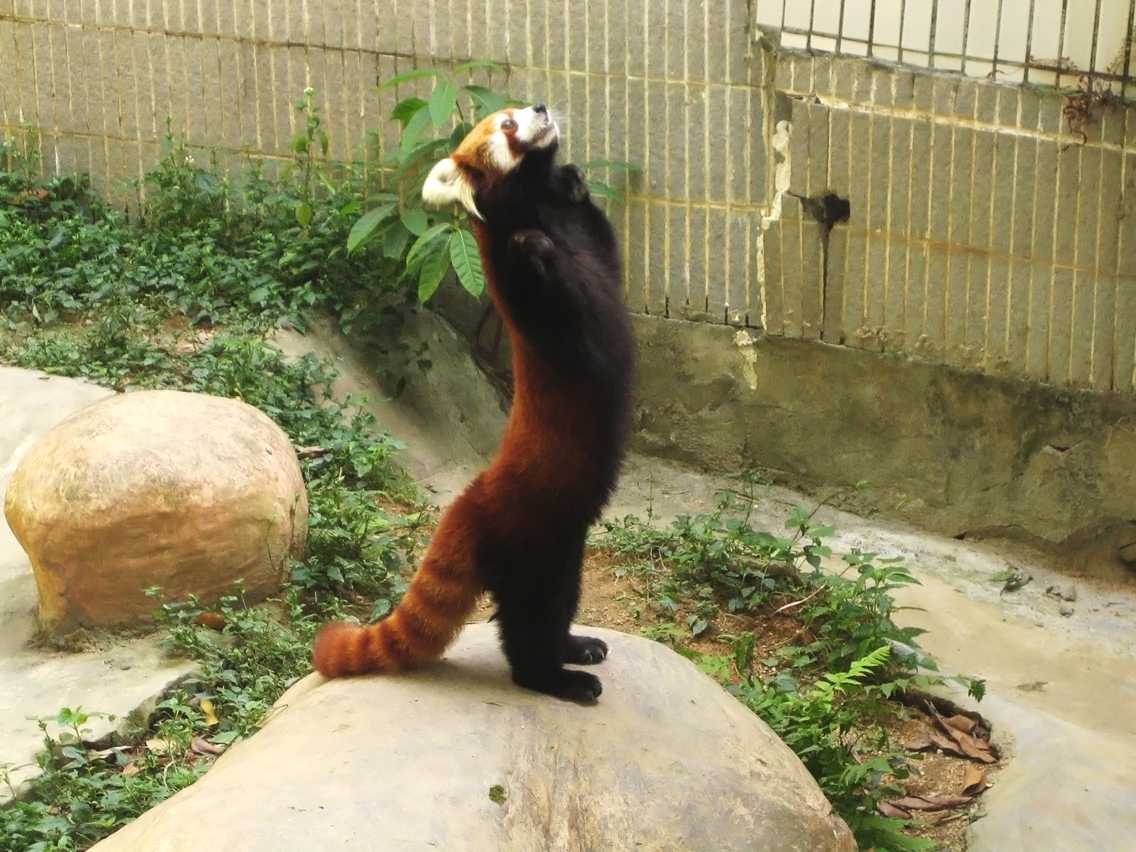
Panda červená stojící na zadních nohách

Podle klasifikace IUCN patří panda červená mezi ohrožené druhy, kterým při nezměněných podmínkách hrozí vysoké riziko vyhynutí, což znamená vzestup stupně ohrožení oproti předchozí klasifikaci, kdy byl druh považován za zranitelný. Odhady o počtu pand ve volné přírodě se různí, uvádí se čísla od 2 500 až po 16–20 000 jedinců. Počet zvířat ve volné přírodě ale prudce klesá, jen za poslední tři generace (to odpovídá přibližně 18 letům) klesl počet pand o 50 % a minimálně o 50 % má populace klesat i v příštích třech generacích. Jejich početnost klesá zvláště u východního poddruhu v Číně – počet pand zde za posledních 50 let klesl o 40 %. Populace pand v Číně čítala podle odhadu z roku 1999 3 000–7 000 jedinců.
V Indii žilo podle odhadu z roku 2001 5 000–6 000 jedinců, v Nepálu žilo k roku 2006 jen několik stovek pand. Panda je ohrožena v důsledku ztráty přirozeného prostředí, protože lidé v Číně, ale i sousedních zemích, stále rozšiřují své území a kácí lesy – mnoho pand ročně zemře v důsledku odlesňování, které se navíc zintenzivňuje. Panda se kvůli své převážně bambusové stravě totiž nedokáže přizpůsobit kulturní krajině. I přes zákaz jsou často zabíjeny pro kožešinu. V poslední době byl objeven i problém se psinkou, kterou na pandy přenáší zdivočelí psi. Na to vše navazuje dlouhý rozmnožovací cyklus, který způsobuje pomalé obnovování populace.

### Ochrana
Panda červená se nachází v CITES, příloze 1. V mnoha zoologických zahradách probíhají záchranné programy, které mají zajistit budoucnost pandy červené. V jejím přirozeném areálu jsou zřizovány rezervace, který mají za úkol chránit jejich populaci. Pandy červené se vyskytují v 35 chráněných oblastech v Číně, ve 20 v Indii, v 7 v Nepálu, ve 2 v Bhútánu a minimálně v jedné v Myanmaru. Panda červená je v oblastech svého výskytu chráněna. V Indii se o ochranu stará zákon o ochraně přírody z roku 1972, kde je zařazena v nejvyšší kategorii ochrany. V Myanmaru je chráněna od roku 1994. V Číně je zařazena do druhé nejvyšší kategorie ochrany pod zákonem o ochraně divokých zvířat, v Červeném seznamu Číny je uvedena jako zranitelná. Zákonem je chráněna i ve zbytku svého rozšíření, v Nepálu a Bhútánu.
Anwaruddin Choudhury uvedl podle něj 6 zásadních bodů pro záchranu pandy červené: rozšiřování chráněných území, zabránění ilegálního lovu, kontrola nadměrného vypalování lesů, regulace turismu, seznámení veřejnosti s ohrožením tohoto druhu, a trestání porušování stávajících ochranných zákonů. Ve východním Nepálu se osvědčila ochrana prostředí pandy přímo obyvateli, kteří získávají příjem od turistů pozorujících tato zvířata. Někteří vesničané ve vysoko položených oblastech státu Arunáčalpradéš též vytvořili skupinu pro ochranu pandy červené a chrání pro ni 200 km2 lesa.

## Chov v zoo
Panda červená patří v poslední době k relativně často chovaným druhům po celé Evropě. V roce 2018 byla chována přibližně ve 170 evropských zoo. Nezisková organizace Red Panda Network od roku 2010 vyhlašuje třetí zářijovou sobotu jako „Mezinárodní den pand červených“. Do desátého ročníku se v roce 2019 podle organizace zapojilo více než 80 institucí po celém světě. Z těch českých se od roku 2017 účastní Zoo Brno.

Také v rámci Česka ji lze vidět stále častěji – ke konci roku 2017 hned v deseti z 15 tradičních českých zoo sdružených v Unii českých a slovenských zoologických zahrad.
Jedná se o tato zařízení:
- Zoo Brno[46]
- Zoopark Chomutov[47]
- Zoo Jihlava[48]
- Zoo Liberec[19]
- Zoo Ostrava[49]
- Zoo Plzeň[10]
- Zoo Praha[50]
- Zoo Ústí nad Labem[51]
- Zoo Zlín[18]
- Zoo Olomouc

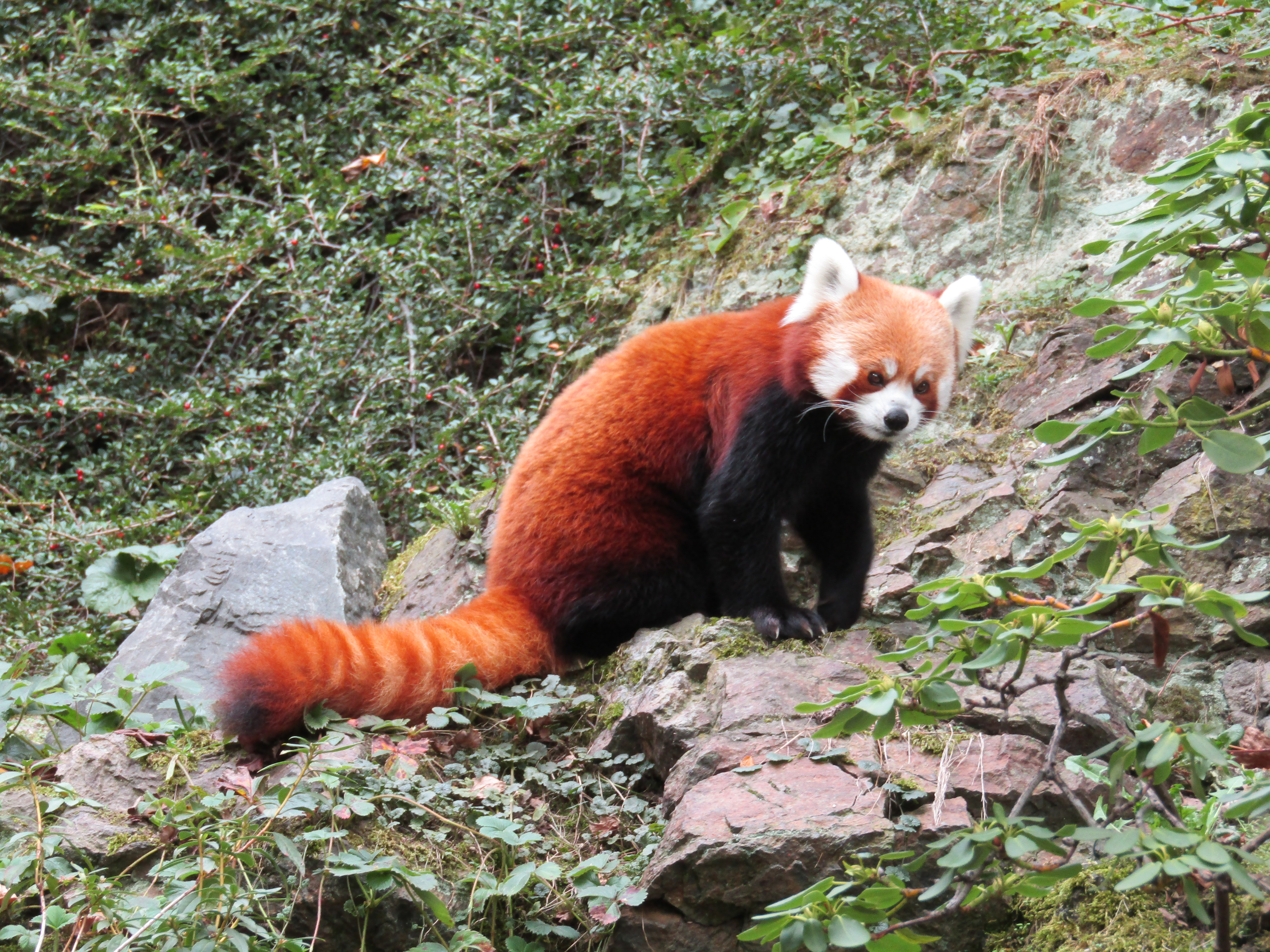
Panda červená v pražské zoo

Na Slovensku je chována v Zoo Bojnice, Zoo Bratislava a od roku 2020 v Zoo Košice.
V zoologických zahradách ji lze najít častěji než pandu velkou z čeledi medvědovitých, protože na rozdíl od ní se může živit i náhradním jídelníčkem a netrvá jen na bambusových výhoncích. V roce 2006 bylo v zajetí chováno nejméně 817 jedinců pandy červené ve 254 institucích, z toho 511 jedinců patřilo k druhu A. fulgens a 306 k druhu A. styani. V zoo se většinou chovají v otevřených výbězích se stromy k odpočinku. Kromě bambusu v zoo dostávají i ovoce, zeleninu, trávu a vejce, občas i kvalitní maso (například kuřecí).
Protože je panda červená považována za atraktivní zvíře, podobné velikosti jako kočka domácí, zdála by se být ideální jako domácí mazlíček. Přesto nikdy nebylo zaznamenáno široké rozšíření chovu pandy červené jako domácího mazlíčka.

### Chov v Zoo Praha
První panda červená přišla do Zoo Praha v roce 1955. Systematický chov probíhá od 70. let 20. století. První odchov se však podařil až v roce 2012 (konkrétně 25. 5.). Sameček pojmenovaný Akim se narodil páru Pat (narozen 2007 v Zoo Ústí nad Labem) a Maria. Maria uhynula v roce 2016. V roce 2017 došlo na doporučení koordinátora Evropského záchovného programu (EEP) k transportu nové samičky Wilmy, která pochází ze Zoo Eskilstuna ve Švédsku. Patovi a Wilmě se v červenci 2018 narodilo mládě, v Zoo Praha historicky druhé v pořadí, jedná se o samce. Ke slavnostnímu křtu došlo 2. prosince 2018; kmotrem mláděte se stal herec Miroslav Donutil. Dostal jméno Flin. V březnu 2019 odjel mladý samec do německé Zoo Hannover. Samice Wilma uhynula v roce 2020.
V červenci 2020 byla dovezena samice Regica ze Zoo Zagreb v Chorvatsku. Se samcem Patem se setkala prvně v druhé polovině září 2020 (vypuštění do výběhu 18. 9. 2020). Regice a Patovi se v červnu 2021 narodila dvojčata. Ošetřovatelé narození pand zveřejnili v září. Jedná se o samce a samici. Otec mláďat, samec Pat bohužel v říjnu 2021 uhynul. Bylo mu 14 let. Nový dvouletý sameček Jerry byl přivezen do zoo v červenci 2022.
Pandy obývají výběh hned za hlavním vchodem do zoo. Jedná se o vůbec nejstarší expozici v areálu, která původně patřila vlkům (včetně slavné vlčice Loty).

### Chov v Zoo Brno
První panda přišla do brněnské zoo v roce 2013. Byla to roční samice Pandora, která na Mniší horu přicestovala z Norska. O rok později byl do zoo transportován roční samec Huan z rakouské zoo Linz. Pandora uhynula v roce 2018. V roce 2019 přicestovala šestiletá samice Oshin. Huanovi a Oshin se další rok narodilo mládě, první mládě pandy červené v Zoo Brno. Jedná se o samečka. Jeho křest se konala na Mezinárodní den pand červených 19. září, kdy bylo oznámeno jméno mláděte. Jmenuje se Siddhi. V červnu 2021 se Siddhi přestěhoval do švýcarského Curychu. V létě 2022 se Huanovi a Oshin narodila pandí dvojčata.

## Kultura
Asi nejznámějším jedincem pandy červené je Babu, který roku 2005 utekl ze zoo v Birminghamu a stal se mediální hvězdou. Od 90. let 20. století jde o státní zvíře indického státu Sikkim.